# Andrés García de Céspedes
Andrés García de Céspedes (Gabanes, Valle de Tobalina, Burgos, 1560-Madrid, 1611), cosmógrafo español del Renacimiento.

## Biografía
Fue cartógrafo del Consejo de Indias y fabricante de instrumentos náuticos. Cosmógrafo mayor de la Casa de la Contratación de Sevilla, donde residió habitualmente.
Viajó por Portugal, al servicio del archiduque Alberto, adquiriendo allí conocimientos sobre cosmografía, al pasar a limpio los descubrimientos de los distintos cosmógrafos.
Al fallecer Pedro Ambrosio de Onderiz, se le nombró para ocupar su puesto y controlar los padrones de las cartas náuticas, encargándose de sus modificaciones, para dar a los navegantes la información oficial sobre los nuevos territorios.
Era matemático y viendo el auge de las matemáticas como base imprescindible para la comprensión de la astronomía, le propuso al rey la creación de una escuela de alta matemática en el monasterio de El Escorial, para estudiar y difundir su conocimiento. Ideó un sistema para la construcción de relojes de sol e inventó un mecanismo que facilitaba la medida de la declinación magnética (variación de la aguja náutica respecto al norte magnético).
Fue llamado a la Corte en varias ocasiones para formar parte de distintas comisiones científicas. Estaba interesado en la observación de los eclipses de Sol y de Luna, de los que sacó deducciones para el cálculo de longitudes y así poder situar los territorios en el globo terráqueo.
Con esas bases realizó un trabajo junto con Luis Jorge de la Barbuda, por encargo de Felipe II en 1596, ante las dudas sobre la interpretación del Tratado de Tordesillas que había dividido las esferas de influencia portuguesa y castellana.
Observó en Valladolid en 1602 la refracción de los rayos solares, y en 1606 publicó en Madrid dos libros muy importantes: El Libro de instrumentos nuevos de geometría y el Regimiento de navegación; el segundo, de gran interés histórico porque, además de exponer sus investigaciones personales para la determinación de la altura del polo, contiene rectificaciones y observaciones a los trabajos de Lavanha, Pedro Nunes, Zamorano, Tovar y otros.
Se arrogó dos obras inéditas escritas por Alonso de Santa Cruz: el Astronómico real y el Islario general. En ambos casos raspó el nombre del autor original y escribió el suyo en su lugar. Sus demás obras, sin embargo, inspirarían fuertemente a Francis Bacon, hasta el punto de que este tomaría hasta el frontispicio dibujado en la portada de Regimiento de navegación para su propia obra Instauratio Magna.

## Obras
- Libro de instrumentos nuevos de Geometría, muy necessarios para medir distancias, y alturas, sin que intervengan números, cómo se demuestra en la práctica. De más desto se ponen otros tratados, como es uno de conduzir aguas, Madrid 1606, explica la teoría de los instrumentos: cuadrante original de Céspedes, vara de Jacob o ballestilla y nivel de caballete.
- Teoría y fábrica del Astrolabio y usos de él.
- Comentarios a la Esfera de Sacrobosco.
- Comentario a las Teóricas de planetas de Jorge Purbachio, con el comento de Andrés García de Céspedes, traducida al castellano por el mismo y acrecentadas de muchas figuras.- en él dice- « contienen tres partes: en la primera las teóricas según la doctrina de Copérnico; en la segunda se declara, según nuestras observaciones, las causas porque van errados los movimientos del Sol y Luna, así en Copérnico como en el rey D. Alfonso; en la tercera se dice de las estaciones de los planetas con un tratado de paralaxis».(Biblioteca de la Academia de la Historia, signatura 26-1.ª-D-20)

- Equatorios o Teóricas, por los quales sin tablas se pueden saber los lugares de los Planetas en longitud y latitud. También se ponen instrumentos con que saber los eclipses.
- Teóricas según la doctrina de Copérnico.
- Perspectiva teórica y Práctica.

- Mechanicas, descripción de treinta máquinas diversas.
- Relojes de Sol. (fabricación).
- Regimiento de nauegación q[ue] mando hazer el Rei nuestro señor por orden de su Conseio Real de las Indias a Andres Garcia de Cespedes su cosmografo maior, siendo presidente en el dicho consejo el conde de Lemos, (Consejo de Indias), Madrid: En casa de Iuan de la Cuesta, año 1606. (De este libro se hizo una edición póstuma en París en 1620).
- Tratado de Hidrografía, (segunda parte del Regimiento de navegación).
- Libro de los relojes de Sol, num. 9, « los enseña a fabricar en cualquiera superficie que sea y a descrevir en ellos todos los círculos que quisieran imaginar en el primer móvil y esto por diferentes caminos». (ms. en la Academia de la Historia, según Fernández Duro).
- Questión de Artillería, en donde se ponen algunas demostraciones curiosas.